# 克里斯蒂安·莱尔
克里斯蒂安·莱尔（德語：Christian Lell，1984年8月29日—），德国足球运动员，司职边后卫。

## 生平

### 俱乐部
莱尔出身自拜仁慕尼黑青年队。从2001年至2004年，莱尔主要参加拜仁二队的比赛，在第三级联赛德丙打拼。2003年10月4日，莱尔被召入一队，上演了他在德甲的处子秀，对手为柏林赫塔。当个赛季，莱尔共为拜仁出战了4场比赛。2004年，为了使莱尔获得更多的比赛经验，他被俱乐部租借到科隆。至2006年7月租借期满，莱尔返回拜仁慕尼黑，担当萨尼奥尔的替补。在2007-08赛季，由于萨尼奥尔重伤及转会传闻不断，莱尔逐渐坐稳了主力位置，在拜仁赢得2008年德国杯及联赛的过程中均发挥了重要的作用。不过在2008-2009赛季，拜仁从意甲AC米兰队租借来了右边后卫奥多，莱尔又重新坐上了替补席。2009-2010赛季，拜仁引入克罗地亚球员普拉尼奇和荷兰球员布拉夫海德作为左后卫位置的人选，原主力左后卫拉姆改打右后卫，莱尔彻底失去了主力位置。
2010年6月23日莱尔免費轉投剛降班德乙的哈化柏林，簽約一年，並成功協助球隊取得聯賽冠軍重返德甲，啟動合約條款自動續約一年。

### 国家队
莱尔在2003年的世界青年足球锦标赛中，代表德国U-20队出战。在该次赛事中德国队出师不利，小组未能出线。

## 逸闻
莱尔曾经因为多次在公众场合殴打其女友萨拉被传唤进警察局，萨拉后来也曾因不堪其辱闯入莱尔家中损毁多件家具以泄愤。
2009年夏季转会期的最后时刻，拜仁慕尼黑与英超斯托克城队对莱尔的转会达成协议，但这笔交易却因在转会的最后关头联系不到莱尔本人而泡汤。莱尔这次玩失踪导致他在接下来的赛季里不得不面对被主教练打入冷宫，只能随二队打低级别联赛的遭遇。

## 荣誉
- 2005年德乙联赛冠军
- 2007年德国联赛杯冠军
- 2008年德国杯冠军